# Kasteel van Schoonhoven (Nederland)
Het Kasteel van Schoonhoven stond in de Nederlandse stad Schoonhoven, provincie Zuid-Holland. Met de bouw van het kasteel is in 1524 begonnen, maar reeds in 1527 is de bouw stilgelegd. De werkzaamheden zijn niet verder gekomen dan de bouw van één hoektoren.

## Geschiedenis
In de eerste helft van de 13e eeuw bouwde Jan I van der Lede een kasteel aan de noordzijde van de Zevender. De nederzetting naast het kasteel ontwikkelde zich hierna tot de stad Schoonhoven. In 1518 was er een grote stadsbrand waarbij ook het kasteel grotendeels in vlammen op ging. Landvoogdes Margaretha van Savoye gaf namens keizer Karel V nu de opdracht om een nieuw kasteel te bouwen dat aan de zuidoostzijde van de stad moest verrijzen, bij de Lek.

### Bouwwerkzaamheden
De Vlaamse architect Rombout II Keldermans kreeg opdracht het nieuwe kasteel te ontwerpen. De bouw ging op 3 april 1524 van start, met Passchier Vierling als de bouwmeester. Aanvankelijk verliepen de werkzaamheden voorspoedig en in juni meldde Keldermans aan de kastelein Floris van Egmond dat ze met het heiwerk zouden beginnen. Wel was al snel duidelijk geworden dat de bodem erg drassig ('slijckich') was en een van de funderingsputten stortte zelfs in onder de druk van het water. Met diverse maatregelen, zoals het verstevigen van de werklocatie met stro en rijshout, het funderen van een toegangsweg en de aankoop van twee nieuwe pompen, hoopte men de problemen op te lossen. In augustus werd uiteindelijk met het heien begonnen en op 10 oktober werd gestart met het opmetselen van de fundamenten. Hiervoor hadden de metselaars de beschikking over 361.000 bakstenen die afkomstig waren van het sloopwerk aan het oude kasteel. Uit Mechelen werd per schip zavel aangevoerd en uit Gorinchem kwam de tras voor de mortel.

### Stillegging van de bouw
Het is onbekend welke werkzaamheden werden verricht na 1524, maar in 1527 werden nog wel vier huisjes afgebroken omdat de ruimte nodig was voor de bouw van het kasteel. Uiteindelijk blijkt dat in datzelfde jaar de bouw van het kasteel geheel was stilgelegd. In een document van 1527 werd zelfs vastgelegd dat het terrein van het oude kasteel alsnog beschikbaar moest blijven voor een eventueel nieuw te bouwen sterkte.
De bouw is mogelijk stilgelegd vanwege het weggevallen strategische belang van Schoonhoven als grensstad tussen Holland en het Sticht Utrecht. Karel V kreeg namelijk in 1528 ook de macht in Utrecht en een grenskasteel in Schoonhoven was daarom niet meer nodig.

### Nieuw Slijkenborch

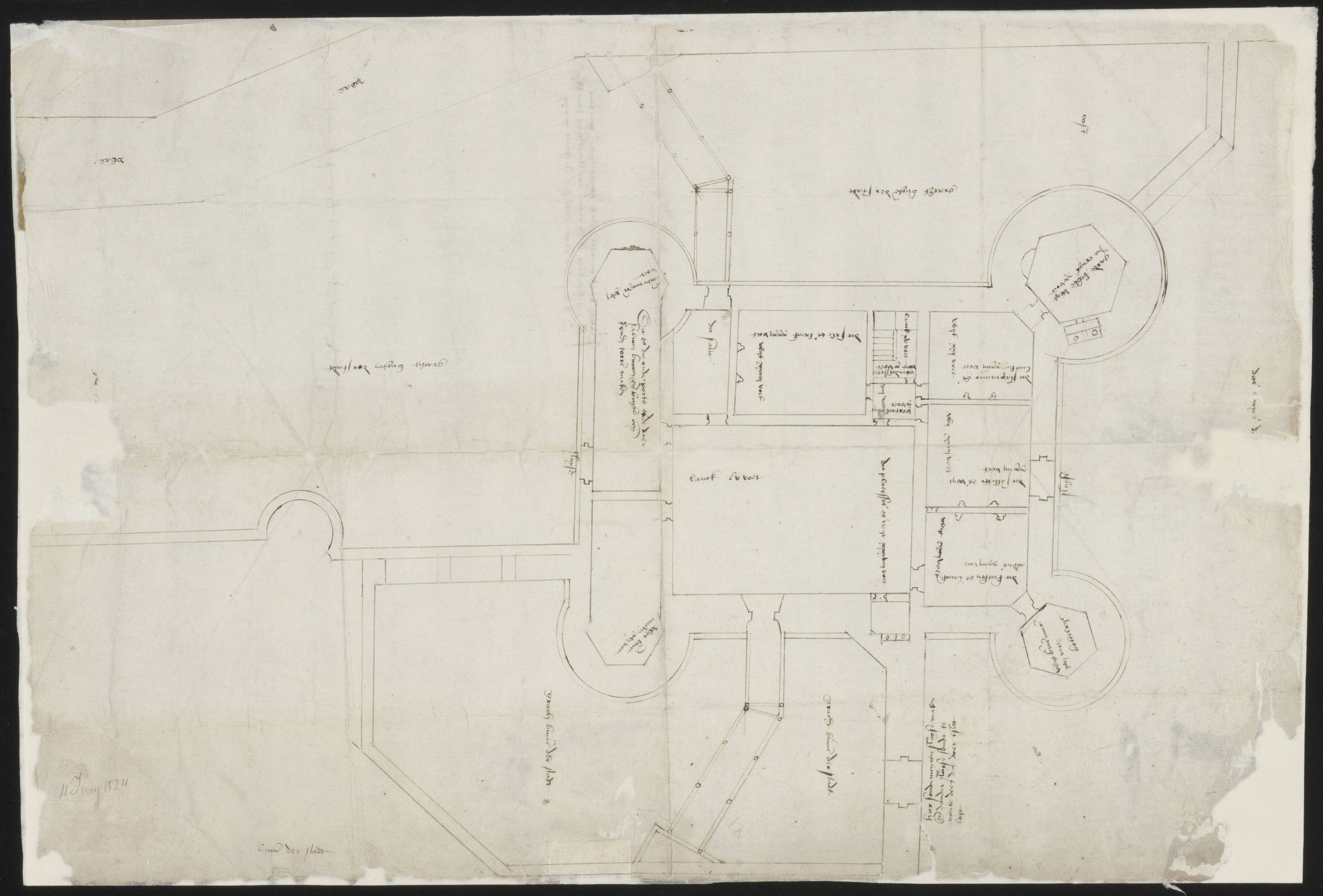
Plattegrond van kasteel Schoonhoven, door Rombout Keldermans (1524)

Het nieuwe kasteel is nooit veel verder gekomen dan één hoektoren. Deze is nadien opgenomen in de stadsommuring en kreeg de naam Nieuw Slijkenborch, dat een schertsende verwijzing zal zijn naar de slijkerige ondergrond waarop de toren was gebouwd. In 1582 werd de toren als Andriestoren aangeduid. Uiterlijk in de 18e eeuw is de toren afgebroken.

## Beschrijving
Van het ontwerp van Rombout Keldermans is een bouwschets van 11 juni 1524 bewaard gebleven. Het betreft een vierkant kasteel met vier ronde hoektorens en een afmeting van 24 bij 32 meter. De Langerakkerpoort moest onderdeel worden van het kasteelcomplex.
Uiteindelijk is slechts één hoektoren gereedgekomen. Deze toren is bij de uitbreiding van de vestingwerken in 1582 opgenomen in de stadsmuur. De toren stond op een eilandje in de stadsgracht.
Abbenbroek · Abspoel · Adegeest · Slot Alkemade ·  Altena · Arkelsburg · Bellesteyn · Huis ten Berghe · Binckhorst · Binnenhof · Blijdestein · Te Blotinghe · Boekenburg · Boekhorst · Boshuysen · Bulgersteyn · Burcht (Leiden) · Burcht (Voorne) · Slot Capelle · Coebel · Cranenburg · Crayestein · Cronesteyn · Crooswijk · Develstein · 't Huys Dever · Dirks Steenhuis · Ter Does · Duivenstein · Duivenvoorde · Endegeest · Endepoel · Foreest · Giessenburg · Gravensteen · Groot Haesebroek · 's Heeraartsberg · Hof van Wateringen · Holy · Slot Honingen · Kasteel van de Heren van Arkel · Kasteel van Gouda · Keenenburg · Kasteel Keukenhof · Klein Poelgeest · Huis te Langerak · Langestein · Huis te Liesveld · Ter Lips · De Loo · Madeburcht · Marenburch · Meerburg · Huis te Merwede · Huis ter Mey · Kasteel van der Meye · Niemandsvriend · Noordeloos · Oud-Berendrecht · Oud-Poelgeest · Oud Teylingen · Paddenpoel · Persijn · Groot Poelgeest · Hof van Putten · Puttensteyn · Landgoed De Raephorst · Kasteel Ravesteyn · Kasteel van Rhoon · Rijnegom · Rijnenburg · Huis te Riviere · Rodenburg · Hofstad Rodenrijs · Rodenrijs · Rosenburgh · Huis Roucoop · Santhorst · Schelluinderberg · Schonenburg · Kasteel van Schoonhoven · Souburgh · Spangen · Starrenburg · Huis ter Specke · Steenvoorde · Stenevelt · Slot Teylingen · Den Toll · Torenvliet · Slot Valckesteyn · Huis ter Waard · Warmont · Ter Weer · Hof van Wena · Kasteel Westerbeek · Huis te Woude · Kasteel van IJsselmonde · 't Zand · Huis Zevender · Kasteel aan de Zevender · Zijlhof · Zonneveld · Huis Zuidwijk · Zwieten